# Compagnie ACME
Pour les articles homonymes, voir Acme.
 (mai 2015).
Si vous disposez d'ouvrages ou d'articles de référence ou si vous connaissez des sites web de qualité traitant du thème abordé ici, merci de compléter l'article en donnant les références utiles à sa vérifiabilité et en les liant à la section « Notes et références ».

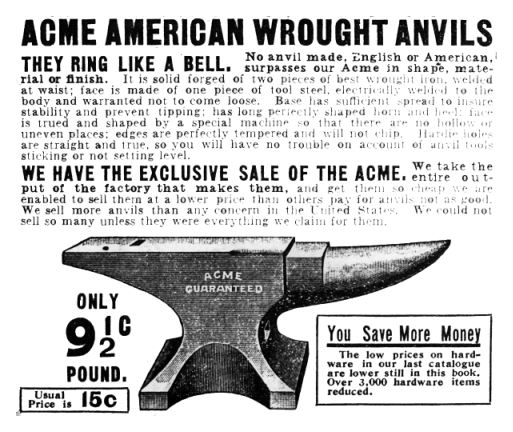
Publicité réelle pour des enclumes ACME (1902).

La compagnie ACME (« ACME Corporation » en VO) est une entreprise de fiction apparue dans l'univers des dessins animés Looney Tunes.
Créée par l'équipe de Warner Bros. Cartoons, son nom est emprunté à Dorothy, la sœur de Chuck Jones (le créateur des personnages de Bip Bip et Vil Coyote) qui, enfant, était passionnée par le mot « acmé » et avait décidé qu'il était adapté à toutes ces entreprises embryonnaires qui luttaient pour se faire un nom dans leurs domaines respectifs.
Les premiers produits d'ACME sont des bouchons de liège et sont vus pour la première fois en 1935 dans le dessin animé Buddy's Bug Hunt (bien que, dès 1923, la société ACME fasse partie du building escaladé par Harold Lloyd dans le film Monte là-dessus !). La compagnie ACME réapparaît dans un dessin animé de Eggbert avec un kit pour apprendre la boxe par correspondance. Toutefois, la plupart des produits sont vus dans les dessins animés Bip Bip et Coyote. C'est dans cette série que l'entreprise ACME deviendra célèbre.

## Activité de la compagnie

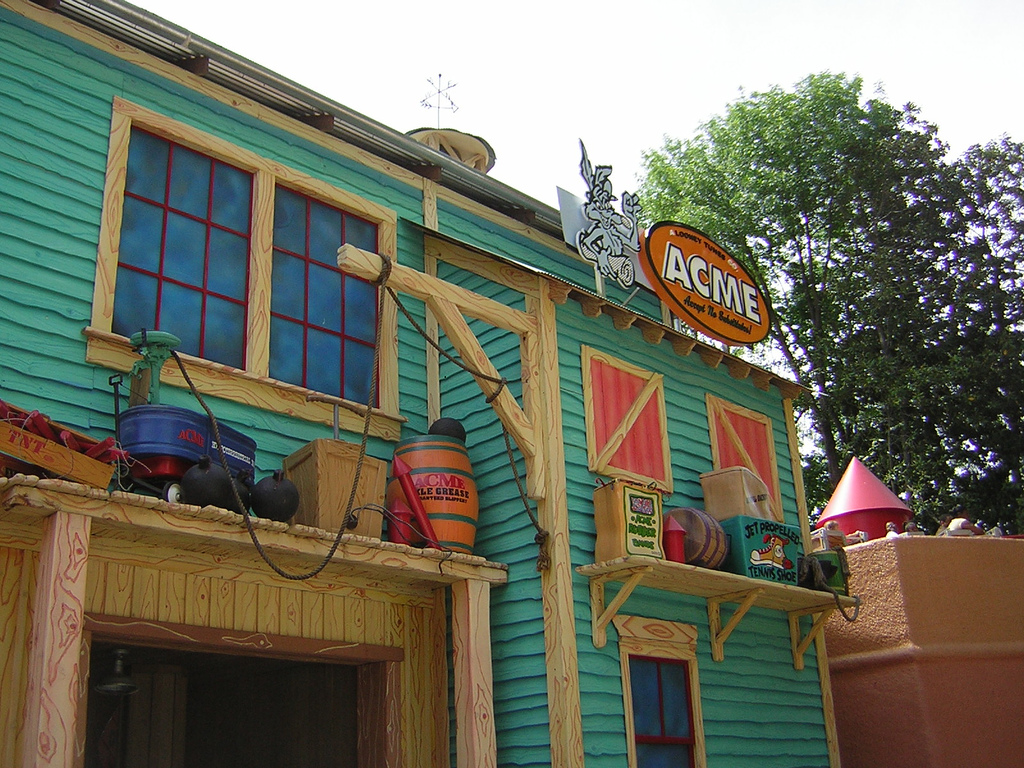
Assortiment de fusées, bombes et autres produits ACME pour arrêter et attraper Bip Bip, au parc Six Flags Over Georgia.

Il est à noter que des compagnies nommées ACME existent réellement; voir pour cela la page de désambiguation Acme.
L'activité de la compagnie n'est jamais clairement définie, mais elle apparaît comme un conglomérat pouvant fabriquer n'importe quoi et fournir n'importe quel service, quelle que soit son extravagance ou son utilité.  ACME, en tant qu'acronyme, s'est vu attribuer plusieurs significations : American Company Making Everything (Compagnie Américaine Fabriquant Tout) ou, pour d'autres, A Company that Makes Everything (Une Compagnie qui Fait Tout), ou encore Another Company Making Everything. En anglais, acme signifie acmé, il s’agit donc d'un rétro-acronyme.
Dans les dessins animés Bip Bip et Coyote, des produits ACME sont fréquemment achetés par Vil Coyote, qui commande armes, fusées et autres dispositifs les plus divers et les plus improbables, dans ses tentatives inventives et sans fin pour attraper Bip Bip. On retrouve également les produits ACME dans les épisodes de Bugs Bunny, Daffy Duck, des Tiny Toons  ainsi que les Animaniacs. Les laboratoires ACME abritent quant à eux les souris Minus et Cortex.
Bien souvent, les produits de la compagnie ACME ont une tendance à ne pas fonctionner au bon moment, plaçant ainsi le propriétaire du produit en dangereuses postures telles que se faire écraser par une pierre, tomber au bas d'une falaise ou se faire exploser de la poudre à canon au visage.
Les produits ACME peuvent être commandés uniquement par envoi postal, sauf dans le film Les Looney Tunes passent à l'action où le coyote passe une commande par internet (un lance-missiles). D'un autre côté, le service de livraison de la compagnie ACME est des plus efficaces, sinon le meilleur de tous. Le client poste sa commande en patientant calmement à côté de la boîte postale et reçoit le produit en moins de 3 secondes, même en plein désert.

## Reprises de la compagnie ACME dans d'autres productions

### Au cinéma
De nombreux films ont fait référence à la marque.
La « référence ACME » est très ancienne, puisqu'on la trouve dans un film muet de Buster Keaton de 1920, La Voisine de Malec (Neighbors) où ACME est l'enseigne d'une quincaillerie bon marché où Buster acquiert l'alliance en laiton de son mariage. Dans Le Petit à Grand-maman (Grandma's Boy) (1922) de Fred C. Newmeyer, c'est sur l'enseigne d'une bijouterie qu'un vagabond tente de dévaliser que la marque apparait (ACME Jewelry Co.). Dans Ça t'la coupe (1924) de Sam Taylor et Fred C. Newmeyer, Harold Lloyd mange des biscuits pour chien de la marque ACME. Dans un film muet de Charley Chase de 1927, Fluttering Hearts (de Pathécomedy), ACME est l'enseigne d'une « employment agency ».
Dans le film La Ruée (1932), lorsque Cluett règle la minuterie de l'horloge du coffre-fort pour minuit , on peut apercevoir sur le cadran le nom « ACME ».
On la trouve également dans le film Union Pacific de Cecil B DeMille de 1939 où elle apparaît dans un prospectus publicitaire pour un col en papier réversible.
Dans Le Témoin disparu (Just Off Broadway, 1942), le détective privé Michael Shayne, incarné par Lloyd Nolan. mène son enquête dans les entrepôts de la ACME Storage Co. sise au 605 de la Ferry Street.
Dans le film Sœurs de sang de Brian De Palma, l'estafette du détective privé est surplombée d'un écriteau portant la mention « ACME windows changing ».
L'histoire du film Qui veut la peau de Roger Rabbit est centrée sur le meurtre de Marvin Acme, patron de ACME Corporation.
Dans Le Sens de la vie des Monty Python, les voiles de l'immeuble du premier court-métrage sont signées ACME.
Dans Les diamants sont éternels, James Bond débarque sur la plate-forme marine de son ennemi Blofeld en se présentant, dans la version originale, comme membre de l'« ACME pollution inspection » avec pour rôle de commencer le nettoyage de la planète.
Dans le film Seuls sont les indomptés (Lonely Are the Brave) de David Miller (sorti en 1962), ACME est le nom de la compagnie de transport du semi-remorque suivi par intermittence durant tout le film, avant de renverser accidentellement « Jack » (interprété par Kirk Douglas) et sa brave monture à la fin de celui-ci.
Dans le film JFK d'Oliver Stone (sorti en 1991), lorsque le district attorney raconte les conditions de l'assassinat, on voit une scène où des employés déposent des caisses dans la pièce qui servit de poste de tir à Oswald. Ces employés portent des bleus de travail ACME.
Dans le film Le Bon, la Brute et le Truand de Sergio Leone lorsque Tuco abandonné par Blondin arrive dans un village et se rend dans l'armurerie, les caisses de poudre sont estampillées ACME.
Dans le film Last Action Hero, la marque apparaît lors de la scène de poursuite sur des explosifs, un camion de glaces « ACME Ice Cream », ainsi qu'une pile de cartons marqués « ACME Storage Center ». Plus tard, un club vidéo porte l'inscription « ACME Video » sur sa porte d'entrée, puis on peut lire « ACME Construction » dans la grue de chantier dans la scène sur le toit de l'hôtel. Enfin, chose étrange, le signe ACME apparaît dans le monde réel, lors de la scène où Dany est rattrapé par Jack après sa chute du toit où meurt l'éventreur.
Dans le film Le Grand Sommeil d'Howard Hawks (The Big Sleep, 1946), Phillip Marlowe se rend dans une librairie pour son enquête, celle-ci se nomme ACME book store.
Dans le film The Rocky Horror Picture Show, les enceintes sont marquées « ACME Sound ».
Dans le film South Park, le film sur les caisses des chaises électriques qui servent à électrocuter Terance et Philip on voit en gros ACME electric chair.
Dans le film Seuls Two de et avec Éric et Ramzy, les réalisateurs ont initialement pensé leur film comme la course-poursuite d'un cartoon. Certains détails du film y font référence, comme les chutes d'une hauteur conséquente et non mortelles, ainsi que Curtis, le personnage de Ramzy, qui lance des fusées dans des tuyaux ainsi que son repaire où il se cache dans lequel on aperçoit des caisses en bois portant l'inscription ACME.
Dans le film Sixième Sens réalisé par M. Night Shyamalan, Cole (dans un caddy) et sa mère sortent d'un magasin affichant l'enseigne ACME sur la façade, au-dessus de la porte.
Dans le film Wayne's World 2 de Stephen Surjik, Wayne Campbell et Garth Algar ont installé leur studio « dans la fabrique abandonnée des poupées ACME dans le centre-ville d'Aurora ».
Dans le film Le Garçon aux cheveux verts de Joseph Losey (The Boy with green hair, 1948), le laitier M. Davis conduit une camionnette de la société ACME.
Dans le film Watchmen on peut apercevoir une bande dessinée du Spectre Soyeux où figure en gros caractères la mention ACME sur la couverture.
Dans le film Space Jam avec Michael Jordan les machines utilisées pour « soigner » l'équipe Looney mal en point sur le banc de touche sont estampillées ACME.
Dans Tony Rome est dangereux, sur un contrat d'assurance vers la 43e minute, ACME est le nom de la compagnie d'assurance qui assure la broche de l'héroïne que recherche le détective Tony Rome.
Dans le film Les Looney Tunes passent à l'action, le président de la société ACME est le principal antagoniste ; il a pour ambition de mettre la main sur un diamant appelé Singe Bleu, dont les pouvoirs permettent de transformer les humains en singes.  
Dans le film Les Nuits rouges de Harlem le bureau voisin de John Shaft est ACME Imports Exports Inc.
Dans le film Le Retour de la Panthère rose, de Blake Edwards, Peter Sellers tombe dans une piscine avec une 2cv camionnette rouge d'Acme Pool Service (entretien de piscines)
Dans le film Avengers avec Robert Downey Junior, Tony Stark fait une référence à ACME en déclarant à propos de Loki que le portail qu'il met au point est de la dynamite ACME qui va lui sauter au visage.
Dans le film Braindead de Peter Jackson, la mention ACME apparaît brièvement sur un hachoir à viande.
Dans le film Sacrées sorcières (The Witches) de Robert Zemeckis, le piège à souris utilisé dans Le Grand Orléans Imperial Hotel porte le logo ACME.
Dans le film Space Jam : Nouvelle Ère, Les véhicules et les machines utilisés dans le monde des Looney Tunes et lors du match de la Tune Squad contre la Goon Squad proviennent d'ACME.

### Séries et dessins animés
Dans Pour l'amour du risque (1981) une société « ACME Magic and theatrical supply » apparaît dans l'épisode Un monde magique.
Dans Arabesque, dans l'épisode Parlons vrai, il est cité une société ACME qui fabrique des gilets pare-balles by EJ.
Dans MacGyver, dans l'épisode 9 de la saison 1 (1985), MacGyver passe, depuis une cabine téléphonique publique, une commande au service de location ACME, sans nul doute pour la dépanneuse dont il se servira plus tard.
Dans l'épisode 2 de la saison 3 de la série Las Vegas s'intitulant Faux jetons, une référence est faite à une société ACME à propos de la fourniture des jetons du casino Montecito.
Dans l'épisode de Scoubidou Show, Spectres et boules de glace, Sammy trouve un costume de fantôme dans un carton provenant de ACME.  
Dans la série Malcolm, dans l'épisode 4 de la saison 1, les confettis mis dans la broyeuse à bois, sont étiquetés sur la boîte en carton qui les contient « Confetti - ACME party supply » (que l'on peut traduire par « Confettis - fourniture de fête ACME »). Dans l'épisode 19 de la saison 3, Francis joue dangereusement avec le broyeur d'un évier siglé « ACME ».
Dans l'épisode 11 de la saison 1 de la série Parker Lewis ne perd jamais, on peut voir Frank Lemmer, le bras-droit de la directrice, apporter une caisse en bois contenant un détecteur d'émissions radiophoniques totalement absurde. Sur cette même caisse en bois, il est écrit « ACME SPY SUPPLY » (littéralement : « fournitures d'espion ACME »).
On peut voir la marque « ACME » dans la série télévisée créée par David Chase, Les Soprano (épisode 3 de la saison 4). Le psychiatre Jennifer Melfi, interprété par Lorraine Bracco, a le bras coincé dans un distributeur de boisson ACME.
ACME apparait également dans certains épisodes des Simpson ainsi que de la panthère rose.
ACME apparaît également dans un épisode du Caméléon (Frissons, saison 4) où Jarod cherche à comprendre le tragique accident d'un garçon amoureux de sensations fortes dont la tentative d'homicide a été déguisée en accident de saut à l'élastique.
ACME apparaît sur la fiole de potion utilisée par le « méchant » dans le dessin animé Excalibur, l'épée magique de la Warner Bros.
On peut également voir l'enseigne ACME dans la saison 8 épisode 7 de Mon oncle Charlie sur un camion transportant des mannequins d'habillement.
On peut voir la marque « ACME » dans la série télévisée Eureka, saison 4 épisode 21, spécial Noël.
Dans la série Web Therapy avec Lisa Kudrow (Friends), son personnage Fiona Wallice fait référence à ACME en tant que laboratoire d'analyses ADN (dont le logo serait Bip Bip et Vil Coyote), considéré comme non fiable.
Dans la série Scandal (saison 3), derrière la société ACME Limited, supposée être une papeterie, se cache une branche secrète de la CIA : la cellule B-613. Elle se trouve dans la Wonderland Avenue dans la région de Washington.
Dans l'épisode 5 saison 5 de la série NCIS : Los Angeles, on peut lire « ACME » (à la 15e minute sur un plan en biais) sur le bâtiment inspecté par l'équipe (qui sera détruit par une explosion)... En effet, une fois le bâtiment détruit, sur le plan large, on voit l'inscription complète : « ACME WIPING MATERIALS CO » (17e minute).
Dans l'épisode Princeton, février 1916 (saison 2, épisode 7) des Aventures du jeune Indiana Jones, lors d'une course poursuite, on peut remarquer une voiture portant l'inscription « ACME DYNAMITE ».
Dans la série télévisée d'animation Hi Hi Puffy AmiYumi, épisode 37 (Big Waldo), Ami se fait livrer un lance-roquette marqué ACME dans une boîte en métal portant la même inscription.
Dans la série Magnum, épisode 13, saison 2 intitulé Le terroriste. Banister, le tueur à gage place une bombe dans un tonneau avec l'inscription « ACME POWERED INDUSTRIAL CLEANER CO », le tonneau est dans une camionnette bleue (vers la 28e minute).
Dans l'un des épisodes de la série télévisée Les contes de la Crypte intitulé À en perdre la tête [S03E13], il est inscrit « ACME CABLE COMPANY » à l'arrière de l'uniforme de l'installateur du câble.
Dans la série de dessins animés Les Griffin, on voit Peter, dans l'épisode Le Vieux Rhum et la Mère (saison 4, épisode 14), travailler pour l'ACME et recevoir une plainte de Vil Coyote.
Dans l'épisode 5 de la saison 3 de la série The Walking Dead, lorsque Merle retrouve Glenn et Maggie, à l'arrière-plan, on peut voir un camion de livraison portant l'inscription ACME à moitié effacée
Dans les dessins animés de la série télévisée Funky Cops, le sigle apparaît sur des véhicules et la caisse de matériel.
Dans la série animée Carmen Sandiego, l'héroïne est poursuivie par l'agence secrète ACME, et dans la biographie de l'héroïne, il est mentionné qu'elle aurait travaillé pour cette agence avant de fonder VILE.
Dans l'épisode 9 de la saison 4 de la série Stranger Things, une fiole de médicament sur la table de chevet au début.
Dans la série Le Cabinet de curiosités de Guillermo del Toro, épisode 5 intitulé Le modèle. À la fin de l’épisode, le héros Thurber (Ben Barnes) ouvre un four ou l’on peut apercevoir le logo ACME stylisé. 
Dans la série Police Squad, épisode 1, la banque dans laquelle se déroule le meurtre s’appelle ACME.    

### Dans la bande dessinée
Également, dans la bande dessinée Léonard, tome 18 Génie en sous-sol, à la page no 43, Léonard sort d'un carton une paire de chaussures : sur le carton, on peut lire ACME, bien que le « A » soit caché par son pouce.
ACME apparaît aussi dans le numéro 37 du 23 juin 1951 de Mickey magazine édition belge à la page 2 en tant qu'enseigne d'une teinturerie.
Le cartoonist américain Gary Larson utilise très souvent des objets de la compagnie ACME dans l'univers loufoque de sa Far Side Gallery.
Dans Deadpool, en page 5 du numéro 15, on aperçoit une boîte en carton ACME remplie de bâtons de dynamite derrière Al.
Dans The Mask ("The Hunt for Green October"), Big-Head utilise un aimant géant sur lequel est inscrit "ACME".
Dans The Spectacular Spider-Man, (N°134 - 1976), Stan Carter ("le Rédempteur") menace la foule avec une arme factice de chez "ACME NOVELTIES" et conseille à Spider-Man d'aller « chez le marchand de jouets » s'il veut s'en procurer une. 
Dans The Joker/Daffy Duck (2018), Daffy Duck passe un appel au service client d'"ACME Electronics". Et se retrouve quelques pages plus tard, dans les locaux d'ACME abandonnés que le Joker a investis pour ses activités criminelles. 

### Dans les jeux vidéo
Dans la série Tex Murphy, l'entreprise ACME possède un entrepôt stockant du vieux matériel industriel et servant de planque à gangsters.
Dans le jeu vidéo Street Wars (de Infogrammes et Studio 3) l'usine à gadget porte l'acronyme ACME.
Dans le jeu vidéo Red Dead Redemption de Rockstar games, dans la ville de Blackwater on trouve un magasin sur lequel il est écrit, « ACME QUALITY ».
Dans le jeu vidéo Claymates (de Interplay) sur console Super Nintendo Dans les niveaux Pacific - Cape claynaveral et Oozeland Docks on trouve des caisses en bois sur lequel il est écrit, « ACME Clay Co. »
Dans le jeu vidéo Les Chevaliers de Baphomet : La Malédiction du serpent (de Revolution Software), l'appareil que l'inspecteur Moue utilise lors de la reconstitution du meurtre d'Henri porte un logo « ACME Corporation ».
Dans le jeu vidéo StarCraft, lors de la cinématique du couronnement de Mengsk, on peut voir défiler le cours de la bourse, dont l'entreprise ACME fait partie.
Dans le jeu vidéo Castlevania: Lords of Shadow 2, dans le théâtre du fabricant de jouet, un petit sac écrase un rat quand l'on coupe une corde, le mot ACME est inscrit sur le sac.
Dans le jeu flash Drag Racer V3, parmi les entreprises vendant des produits pour améliorer les voitures de courses, les composants bas de gamme sont vendus par l'entreprise ACME qui a pour description « Inexpensive parts ».
Le jeu Cuphead mentionne la compagnie ACME à plusieurs reprises, notamment lors du combat contre le premier boss. 

### Autres mentions
Mike Rother et John Shook utilisent le nom de ACME Stamping pour une usine imaginaire dans leur livre Learning to See. C'est le livre référence sur le Value Stream Mapping.
Apple, fabricant de l'iPhone et de l'iPad utilise ACME sur son site internet pour désigner une société fictive à titre d'exemple dans les illustrations de ses articles destinés aux développeurs de programmes.
VMware, Société de software, l'utilise également dans ses cours de formation.
Dans le clip de 15h02 - Regarde comme il fait beau (dehors) des Casseurs Flowters, Orelsan utilise un plan estampillé ACME pour réaliser sa vidéo.
De façon plus générale, ACME est le nom de l'entreprise utilisé en informatique lorsqu'il s'agit d'utiliser un nom fictif, tout comme peut l'être (pour un nom) Smith en anglais ou Martin / Dupont en français.
Deux entreprises fictives de l'univers Star Wars utilisent le mot ACME : « Acme Robopolish » et « Acme Droid Service ».
L'entreprise de fabrication de bouteilles de Klein du professeur Clifford Stoll se nomme ACME Klein Bottle.